# Casorvida
Casorvida (oficialmente Casorvía) es una parroquia española del concejo de Lena, perteneciente a la comunidad autónoma de Asturias.

## Toponimia
La parroquia puede aparecer referida con las grafías «Casorvida», «Casorvía» y «Casorbida».

## Historia
Hacia finales del siglo XIX, la parroquia, ya por entonces perteneciente a Lena, tenía contabilizada una población de 180 habitantes. Aparece descrita en el Diccionario geográfico y estadístico de Asturias (1897) de José González Aguirre con las siguientes palabras:

CASORBIDA [Santa Eugenia de]: parr. del conc. y part. jud. de Lena, á 7½ leguas de Oviedo y ½ de Pola de Lena: sit. al S. de la colina que separa los conc. de Lena y Aller, con clima frío pero saludable; comprende los l. de Casorbida y Malvedo; confina al E. y S. con Hevias y al O. con Congostinas. Su terreno es bastante montuoso y de mediana calidad: produce escanda, maíz, habas, patatas, legumbres y frutas; cría ganado vacuno, lanar, cabrío y de cerda. Pobl. 50 vec., 180 habitantes.
(González Aguirre, 1897, p. 91)

En 2023, tenía empadronados 64 habitantes.